# Roland of Mersea (Schiff, 1908)
Roland of Mersea war der letzte Name eines Ausflugsschiffes mit einer bewegten Vergangenheit.

## Geschichte
Das Schiff wurde 1908 unter der Baunummer 336 bei Klawitter in Danzig gebaut und erhielt zunächst den Namen Armin. 
Der erste Eigner des Personendampfers war laut einigen Quellen die Reederei Stettin & Lüdecke in Havelberg. Dem widerspricht allerdings Herbert Stertz. Dieser erklärt: „(Ebenso) fehlt jeder Beleg (in Havelberg) für einen Schrauber namens Armin, der als Personendampfer bei Stettin & Lüdicke gefahren sein soll.“ Er bezieht sich dabei auf einen Beitrag von Hans-Joachim Bürger im Havelberger Heimatheft von 1991. Er beschreibt in seinem Buch Havelschiffahrt unter Dampf 1 von Seite 49 bis 53 die Geschichte der Reederei Stettin & Lüdecke in Havelberg und deren Schiffe. Ein Schiff mit Namen Armin wird dort nicht erwähnt, obwohl es bei Stettin & Lüdecke fast 12 Jahre im Einsatz gewesen sein müsste.
1920 ging das Schiff in den Besitz der Reederei Hansa in Duisburg über und wurde auf Hansa IV umgetauft. Kurz darauf muss es wieder den Besitzer gewechselt haben und erhielt den Namen Roland. Ab 1925 hatte es seinen Heimathafen in Koblenz und gehörte W. Nerlich.
1932 war Roland wieder in neuen Händen. Als Besitzer werden „Gebrüder Hergerhahn“ bzw. Anton Hergenhahn in Niederlahnstein genannt. Für den Namen Hergerhahn scheint sich in Niederlahnstein kein Nachweis zu finden; vermutlich liegt hier also ein Schreibfehler vor. Dagegen tauchen in alten Ausgaben des Rheinschiffsregisters zahlreiche Niederlahnsteiner mit dem Nachnamen Hergenhahn auf, sodass eher damit zu rechnen ist, dass diese Namensschreibung korrekt ist. Ein Pfarrer namens Anton Hergenhahn gehörte in der Vorkriegszeit zum Vorsitz des St.-Matthias-Schiffervereins, aus dem später der Schifferverein Lahnstein hervorging.
1938 wurde das Schiff laut einem Eintrag im Binnenschifferforum, der sich wiederum auf einen Nachtrag zum Rheinschiffsregister von 1938 beruft, zum Motorschlepper umgebaut. Laut einem anderen Eintrag im selben Forum wurde das Schiff aber erst zum Schlepper umgebaut, nachdem es am 18. Juni 1940 durch eine Mine versenkt und anschließend gehoben worden war. Wieder eine andere Quelle gibt an, Roland sei erst 1942 auf eine Mine gelaufen und gesunken. Nach der Hebung und Reparatur sei das Schiff 1945 in der Lahnmündung versenkt worden, danach wieder gehoben und dann erst als Schlepper genutzt worden. Das Schiff soll laut dieser Quelle danach Ronald statt Roland geheißen haben; diese Behauptung dürfte aber auf einem Irrtum bzw. Tippfehler beruhen.
Jedenfalls fuhr Roland in der Nachkriegszeit als Schlepper, bis 1962 ein weiterer Umbau erfolgte. Aus dem Schlepper wurde nun ein Kabinenschiff. Angeblich brach während dieser Umgestaltung ein Feuer aus, bei dem das Schiff bis auf die Schale ausbrannte. Über die Betriebe, in denen der Umbau stattfand, gibt es unterschiedliche Angaben.
Ab 1964 war das Schiff, nun als Roland of Mersea, im Besitz der European Yacht Cruises Ltd in Kent, 1977 gehörte die Roland of Mersea H. Huisman in Uitwellingerga, 1979 wurde das Schiff in Leeuwarden abgebrochen.